# Sándor Bálint
Pour les articles homonymes, voir Bálint.
Dans le nom hongrois Bálint Sándor, le nom de famille précède le prénom, mais cet article utilise l’ordre habituel en français Sándor Bálint, où le prénom précède le nom.
Sándor Bálint est un ethnologue et historien de l'art hongrois, l'une des plus grandes figures de l'ethnographie et du folklore hongrois du XXe siècle, qui fut brièvement député à l'Assemblée nationale. Ses principaux domaines de recherche étaient l'ethnographie de la Grande Plaine (Alföld), le folklore religieux et l'ethnographie de Szeged.

## Biographie
Né dans une famille de cultivateurs de paprika à Szeged, il est devenu orphelin à l'âge d'un an, élevé, éduqué et soutenu par sa mère veuve, Anna Kónya, qui était une agricultrice habile et une bonne commerçante. L'enfant excella rapidement à l'école avec de bons résultats scolaires. Pendant la Première Guerre mondiale, il écrivit des lettres aux maris qui combattaient au front, à la place de nombreuses épouses.
Il passa son baccalauréat chez les Piaristes de Szeged (hu) (la spiritualité de Saint Joseph Calasanz, le fondateur des Piaristes influença sa vie', puis il obtint une licence en histoire hongroise à l'Université de Szeged, tout en étudiant également à l'université de Pest pendant un an (1924/1925). À partir de 1930, il fut stagiaire libre à l'Institut d'ethnographie (hu) sous la direction de Sándor Solymossy (hu), le directeur de l'Institut. En 1931, il est devenu maître de conférences à l'Institut royal catholique de formation des enseignants de Szeged. En 1934, il fut habilité comme professeur d'université privé à l'Institut d'ethnographie de Solymossy sur le thème de l'ethnographie de la population hongroise des Basses Terres, avec une référence particulière à la population de Szeged. Sándor Bálint a entrepris la recherche de l'ethnographie religieuse de la Grande Plaine. Solymossy et Sándor Sík (hu) approuvèrent tous les deux le choix ethnographique de Sándor Bálint. En 1945, il rejoignit le Parti populaire démocrate-chrétien (auquel il est resté après qu'il soit devenu le Parti populaire démocratique). En vertu de l'accord électoral du KDNP avec le FKGP, il est devenu l'un des deux hommes politiques du (K)DNP à remporter des sièges aux élections de 1945 (l'autre étant Sándor Eckhardt (hu)). Lors des "élections des cols bleus" de 1947, il gagna un siège sur la liste nationale du Parti démocratique populaire, mais ne l'occupa pas ; en 1948, il se retira de la politique, démissionna de son siège et quitta le parti.
De 1947 à 1965, il fut professeur d'université. En 1962, il obtint un diplôme d'histoire. Son autorisation d'enseigner lui fut retirée entre 1950 et 1956, et en 1965, il fut condamné à une peine de prison avec sursis pour "incitation contre le régime". Au cours de ces deux périodes, il souffrit de persécutions pour ses convictions religieuses profondes et sincères. En 1966, il fut contraint de prendre sa retraite. Le sentiment antireligieux était si fort à Szeged que l'un de ses meilleurs amis, Gyula Ortutay, n'a pu faire plus que d'organiser sa retraite forcée. C'est à la retraite qu'il a écrivit ses œuvres majeures, les monographies Noël, Pâques, Pentecôte (1973) et La nation Szögedi (1976). Ottó Trogmayer (hu), le directeur du musée Ferenc-Móra, et certains de ses collègues, dont Antal Juhász et József Lele, ont été les principaux soutiens de ses recherches et de la publication de ses œuvres.
De nombreux collectionneurs se déplaçaient à la campagne, mais à Szeged, ce n'était pas tant la basse ville en pleine mutation et modernisation que la pauvreté traditionnelle et profonde de Tápé qui fournissait beaucoup de matériel pour ses recherches, même dans les années 1960 et 1970. Son travail est remarquable dans deux domaines : premièrement, dans la recherche sur Szeged et ses environs, et deuxièmement, dans la recherche sur la religion populaire catholique hongroise. Il peut être considéré comme le fondateur de l'ethnographie religieuse en Hongrie, une branche de l'ethnographie qui est devenue indépendante au milieu du XXe siècle. Ses travaux scientifiques sont conservés dans environ un demi-millier de publications, études et livres.

## Postérité
La nouvelle cloche de l'église franciscaine de Szeged, inaugurée en 2005, porte son nom. Sur la place devant la même église, dans la ville basse, un buste en bronze de Márton Kalmár (hu), une fois et demie sa taille réelle, se dresse sur un piédestal en pierre. Une statue de lui a également été placée dans le Panthéon de Szeged, près de la faculté de théologie. En 2009, le premier institut de recherche hongrois pour l'étude des religions, l'Institut Sándor Bálint Sándor Institute pour l'étude des religions, a été fondé en coopération avec le Collège Gál Ferenc des études religieuses  et la faculté de philosophie et de sciences humaines de l'université de Szeged.

## Galerie

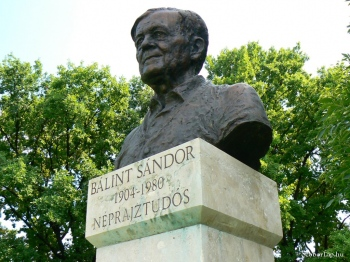
Buste de  Márton Kalmár (hu) sur la place du Roi Matthias à Szeged
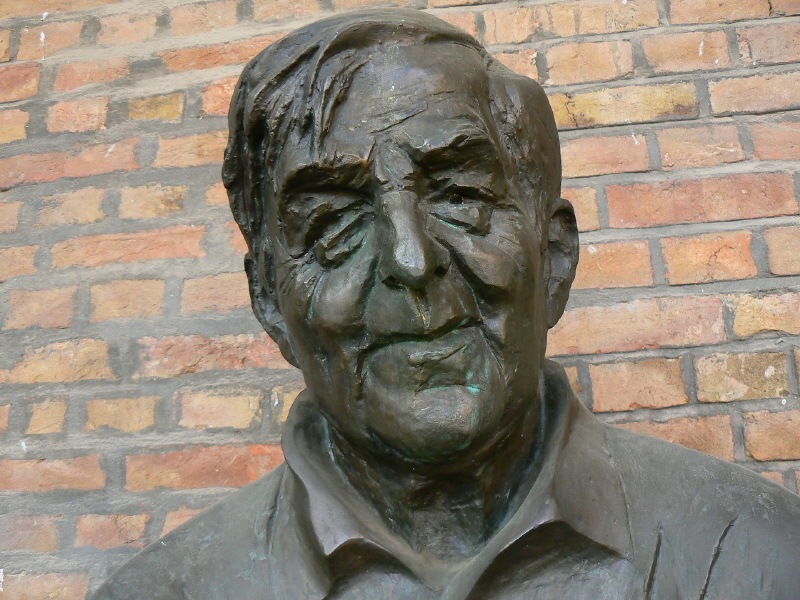
Buste de Gyöngyi Szathmáry au Panthéon national de Szeged
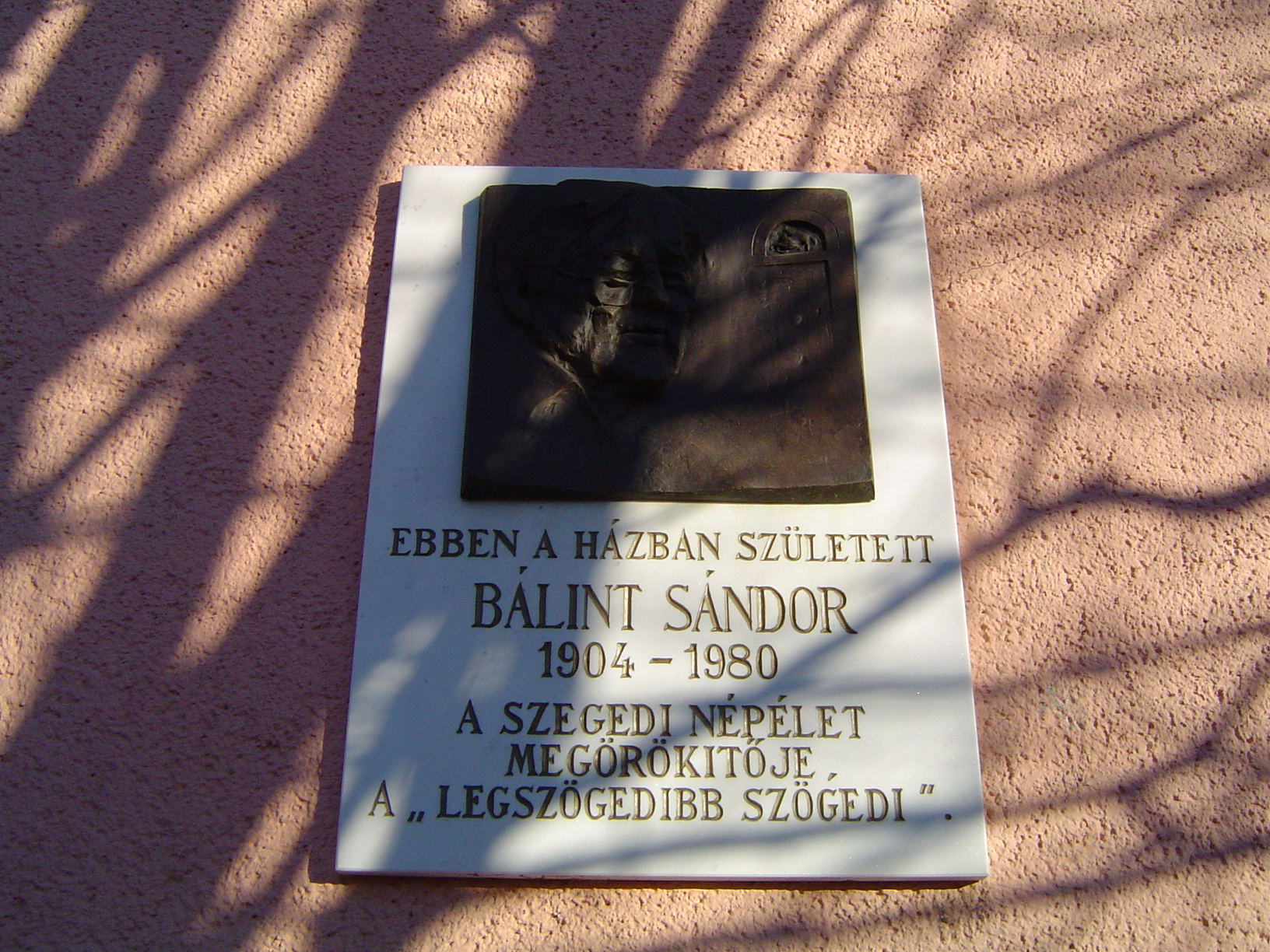
Le lieu de naissance de Sándor Bálint était le 72 de la rue Pálfy. La plaque commémorative de la maison a été dévoilée en 1984 par István Sőtér, universitaire et historien de la littérature. La plaque a été réalisée par Gyöngyi Szathmáry. Mais le 4 août 2004, à l'occasion du 100e anniversaire de la naissance de Sándor Bálint, la démolition de sa maison natale a commencé, et une maison a été construite sur le site.